# 두로 (고구려)
두로(杜魯, ?~?)는 고구려의 관리이다.

## 생애
모본(慕本) 출신인 그는 고구려의 임금 곁에서 시중을 들었는데 그의 폭정으로 인해 죽임을 당할까 걱정해 울자 그것을 본 어떤 사람이 “대장부가 무슨 까닭으로 우느냐? 옛사람이 말하기를, ‘나를 잘 어루만지면 임금이요, 나를 학대하면 원수다.’라고 했는데, 지금 왕은 잔인하게 행동하며 사람을 죽이니 백성의 원수이다. 네가 그를 도모하라.”라고 했다. 이에 그는 53년, 칼을 감추고 왕 앞으로 나아가자 왕이 그를 끌어당기고 깔고 앉으니 그는 칼을 뽑아서 왕을 죽였다. 이후 시해된 왕을 모본 들판에서 장사를 지내고, 왕호를 모본왕이라고 했다.